# بخش ناگاپتینم
بخش ناگاپتینم (به انگلیسی: Nagapattinam district) یک بخش در هند است که در تامیل نادو واقع شده‌است. بخش ناگاپتینم ۲٬۷۱۵٫۸۳ کیلومتر مربع مساحت و ۱٬۶۱۶٬۴۵۰ نفر جمعیت دارد و ۹ متر بالاتر از سطح دریا واقع شده‌است.